# Crash Bandicoot 2: Cortex Strikes Back
Crash Bandicoot 2: Cortex Strikes Back es un videojuego de plataformas de 1997 desarrollado por Naughty Dog y publicado por Sony Computer Entertainment para PlayStation. Es una secuela de Crash Bandicoot (1996), y es parte de la serie Crash Bandicoot.
Ambientado en un grupo ficticio de islas cerca de Australia, Crash Bandicoot 2 sigue las aventuras del bandicoot antropomórfico llamado Crash. Crash es secuestrado por el villano de la serie, el Doctor Neo Cortex, quien lo engaña haciéndole creer que quiere salvar el mundo. Crash es empujado a varias partes de la Isla N. Sanity para recolectar cristales que le permitirán a Cortex contener el poder de una futura alineación planetaria y evitar que el planeta sea destruido. La hermana de Crash, Coco, y el ex asistente de Cortex, el Doctor Nitrus Brio, intentan advertirle sobre Cortex, y este último insta a Crash a recolectar gemas en lugar de cristales. La hermana de Crash, Coco, y el ex asistente de Cortex, el Doctor Nitrus Brio, intentan advertirle sobre Cortex, y este último insta a Crash a recolectar gemas en lugar de cristales.
Cortex Strikes Back recibió críticas positivas de los críticos y se considera que es superior a su predecesor. Gran parte de los elogios fueron para los gráficos, los controles y la música, mientras que las críticas se centraron en el título de prueba y error, la falta de variedad de niveles, los niveles de jefe fáciles y la falta de innovación como juego de plataformas. La entrega se convirtió en uno de los videojuegos de PlayStation más vendidos de todos los tiempos y reemplazó a su predecesor como el título occidental más vendido en Japón en ese momento, vendiendo más de 800 000 copias en el país en abril de 1998. Una versión remasterizada se incluyó en la colección Crash Bandicoot N. Sane Trilogy, se lanzó en PlayStation 4 en junio de 2017 y se transfirió a otras plataformas en junio de 2018.

## Jugabilidad
Cortex Strikes Back es un videojuego de plataformas en el que el personaje del jugador es el titular Crash Bandicoot. El objetivo es reunir veinticinco cristales para su némesis, el Doctor Neo Cortex. Los cristales están repartidos entre veinticinco niveles diferentes, a los que se puede acceder a través de una «Warp Rooms», que son las áreas centrales del juego. Una fase se completa al recolectar su cristal respectivo y llegar al final de su camino, lo que devuelve al Warp Room. Cada sala contiene cinco niveles. Cuando se completan, el jugador debe derrotar a un jefe antes de obtener acceso a la siguiente Warp Room. El usuario recibe una cierta cantidad de vidas, que se pierden cuando es atacado por un enemigo, o cae al agua o a un pozo. Si se queda sin vidas, el juego termina. Sin embargo, se puede continuar seleccionando «Sí» en «¿Continuar?» en la pantalla de Game Over.
Crash tiene la capacidad de saltar en el aire y aterrizar sobre un enemigo, girar en forma de tornado para sacarlos de la pantalla, deslizarse por el suelo y realizar un golpe corporal para romper ciertos objetos. Puede saltar más alto de lo normal si salta inmediatamente después de un tobogán. Todas estas técnicas se pueden utilizar como medidas ofensivas contra la mayoría de los enemigos, que sirven para impedir el progreso. No se puede saltar sobre los enemigos con partes superiores mortales, mientras que atacan desde el frente o tienen púas laterales deben ser saltados o sufrir un golpe corporal. Los enemigos con escotes afilados (como lagarto de cuello con volantes o robots de piernas largas con circunferencias calentadas) solo pueden ser derrotados se desliza hacia ellos.
Las cajas juegan un papel destacado en Cortex Strikes Back y se pueden romper con todas las técnicas de Crash. La mayoría de las cajas contienen «Fruta Wumpa», que le dar una vida extra si se recolectan cien de ellas. Algunas cajas contienen una máscara de médico brujo, que lo protege del ataque de un enemigo mientras está en su poder. Si se recolectan tres seguidas, recibe invulnerabilidad temporal de todos los peligros menores. Si se salta sobre ellas, las cajas con flechas apuntando hacia arriba impulsan a Crash más lejos en el aire de lo que normalmente puede alcanzar, y esas cajas solo se pueden romper con el ataque giratorio de Crash. Los cuadros con un signo de exclamación (!) en ellos hacen que los objetos previamente intangibles en el área se solidifiquen. Las de TNT explotan después de un fusible de tres segundos cuando saltan sobre ellas, mientras que las de Nitro explotan con cualquier contacto físico. Todas las de Nitro en un nivel pueden detonarse a la vez si se toca una caja de color verde con un signo de exclamación (!). Las casillas de puntos de control permiten volver al punto donde se abrió la primera casilla de puntos de control al perder una vida. Si se ha abierto más de un cuadro de punto de control en una etapa, vuelve al último cuadro de punto de control que se ha abierto. El usuario ganará una gema si logra destruir todas las cajas, incluidas las de Nitro y las rutas alternativas, en una fase. Ciertas se pueden adquirir por otros medios, como llegar al final de un nivel dentro de un determinado parámetro de tiempo o completar uno sin romper ninguna caja.
Los «Bonus Paths», representados por plataformas con un signo de interrogación, llevan a Crash a una región secreta del nivel. En estas áreas, se pueden recolectar numerosas frutas Wumpa y vidas adicionales si navega con éxito hasta el final del camino. Si cae fuera de la pantalla o muere de otra manera, pierde todo lo que haya recolectado en Bonus Path y regresa al nivel desde el cual se accedió, conservando todas las vidas que había recolectado previamente.

## Trama
Siguiendo donde lo dejó Crash Bandicoot, Crash derrota al Doctor Neo Cortex y escapa de su guarida a través de una aeronave con su novia Tawna, a quien rescató de las garras de Cortex en el juego anterior. Luego, Cortex es enviado a toda velocidad hacia la Tierra, su intento maníaco de dominar el mundo se ve frustrado. Después de su accidente, se despierta en una caverna oscura llena de cristales brillantes. Convencido de que tienen un poder tremendo, toma uno y regresa a su laboratorio para examinarlo. Descubre que los planetas pronto se alinearán, creando un flujo solar catastrófico que amenaza con destruir la Tierra. Al enterarse de que los cristales son el único medio de contener esta fuerza, Cortex solicita la ayuda de su antiguo colega, el Doctor N. Gin, y diseñan un nuevo «Cortex Vortex» impulsado por estos (una máquina que Cortex usó para controlar su minions en la entrega anterior) que capturará la energía estelar. Debido a que se necesitan veinticinco más para proporcionar la matriz de poder necesaria, diseña un plan para manipular a Crash Bandicoot para que recupere los cristales para él.
Un año después de la supuesta derrota de Cortex, Crash ahora vive con su hermana Coco en N. Sanity Island, una de las islas propiedad del villano en el juego anterior. En las junglas de la isla, duerme mientras Coco intenta terminar un nuevo programa antes de que su computadora portátil muera. Cuando se muere, le ordena que le consiga una nueva batería para computadora portátil. De camino a casa, es secuestrado por una luz brillante y se encuentra en un antiguo Warp Room, donde una proyección holográfica de Cortex le indica que le traiga los cristales viajando a través de las puertas. Después de que Crash recolecta el primer cristal, Cortex le informa sobre la próxima fuerza destructiva y le asigna la tarea de traerle todos para que pueda contenerlos. Después de esto, es recibido por otro holograma, esta vez del Doctor Nitrus Brio, el ex asistente de Cortex del videojuego anterior que ahora quiere detener sus planes de dominación mundial. Brio le informa que la Tierra no solo contiene cristales, sino también gemas, y afirma que si recolecta las cuarenta y dos gemas (treinta y siete transparentes y cinco de colores), entonces podrá enfocar un dispositivo con la capacidad de disparar un rayo láser con el propósito de destruir el Cortex Vortex; luego afirma que si Crash continúa recolectando cristales, hará todo lo que esté a su alcance para detenerlo.
Mientras reúne los cristales restantes, es atacado por los secuaces de Brio, incluido el canguro demente Ripper Roo, los hermanos de Komodo, Moe y Joe, que empuñan una cimitarra y el musculoso Tiny Tiger. Cortex informa sobre el papel de Brio en la fuerza de oposición y afirma falsamente que se vio obligado a ayudar a Brio en «su» complot para dominar el mundo en el pasado. Coco, que desconfía de Cortex, ocasionalmente piratea su proyector de hologramas y advierte a Crash de la incertidumbre de sus verdaderas intenciones. No es hasta que ha reunido todos los cristales que Coco puede revelar el plan final de Cortex: con la energía aprovechada de la alineación planetaria, impulsará el gigantesco Cortex Vortex construido en su estación espacial y lavará el cerebro a todos en la Tierra para que sirvan a su ejército con su poder. Logra derrotarlo antes de que se puedan usar los cristales, pero deja al Cortex Vortex a la deriva sin rumbo fijo en el espacio. Decide redimirse recolectando todas las gemas del mundo para el Doctor Nitrus Brio, quien revela que también pueden aprovechar la energía planetaria y lo invita a completar su dispositivo láser. El título termina con el Doctor Nitrus Brio permitiendo que Crash active el láser, destruyendo el Cortex Vortex y rompiendo la estación espacial.

## Desarrollo
La producción de Cortex Strikes Back comenzó en octubre de 1996. El desarrollo se llevó a cabo en el transcurso de trece meses con un presupuesto de dos millones de dólares. El arte conceptual para los entornos fue creado principalmente por los empleados de Naughty Dog como Bob Rafei, Eric Iwasaki, Erick Pangilinan, Charlotte Francis y Jason Rubin. En un principio, los niveles de la jungla tenían niebla, pero esto se abandonó cuando las revistas y el público comenzaron a criticar a otros desarrolladores por usarla para ocultar el recuento de polígonos. Acentuaron la luz del sol y la profundidad con estos escenarios. Naughty Dog creó los niveles de alcantarillado como una forma de trabajar en algunas ubicaciones «sucias» del videojuego. El contraste de color se agregó a las fases para mostrar la profundidad y romper la monotonía de las tuberías de alcantarillado. El personaje de Coco Bandicoot ha sido creado como un contrapeso a Tawna (la novia de Crash en el primer juego) que apaciguaría a Sony Computer Entertainment Japan, quienes se sentían incómodos con la presencia de un personaje «súper sexy» junto a Crash. El diseñador de personajes Charles Zembillas dibujó los primeros bocetos el 18 de marzo de 1997.
Para el título, el cocreador de Crash Bandicoot Andy Gavin programó un nuevo motor de videojuego llamado «Game-Oriented Object LISP 2» (GOOL 2); siendo tres veces más rápido que el motor del anterior, podía manejar diez veces más los cuadros de animación y el doble del conteo de polígonos. Se creó un plano z-buffer llano para; esto se debe a que las superficies del agua y el barro en la jungla tenían que estar conformadas por un plano llano y ser exactamente llanos en el eje Y. No podía haber ondas y el plano de subdivisión no podía tener un ángulo extraño. El efecto solo funcionó en objetos en primer plano y solo se usó en Crash, algunos enemigos y algunas cajas al mismo tiempo.
La banda sonora de la entrega estuvo escrita por Josh Mancell del estudio Mutato Muzika, mientras que los efectos de sonido fueron creados por Universal Sound Studios (compuesto por Mike Gollom, Ron Horwitz y Kevin Spears). Los personajes fueron diseñados por Charles Zembillas de American Exitus, Incorporated. Clancy Brown proporcionó la voz del Doctor Neo Cortex, Vicki Winters expresó la voz de Coco Bandicoot, y Brendan O'Brien hizo la voz de Crash Bandicoot, el Doctor N. Gin y el Doctor Nitrus Brio. Se presentó en la Electronic Entertainment Expo en Atlanta, Georgia, en junio de 1997 con una respuesta positiva de la industria del videojuego.
Entró en la etapa alfa en agosto de 1997. Por esa época, Dan Arey, el diseñador principal de Gex: Enter the Gecko, se unió a Naughty Dog y optimizó el diseño de niveles. Se agregó un sistema de «Ajuste dinámico de la dificultad», que ajustaría sus elementos en respuesta a la actividad del jugador para equilibrar la dificultad. IGDA considera que el proceso de prueba de Crash Bandicoot 2 ha sido el momento en el que el campo de la investigación de usuarios de juegos «llegó a la mayoría de edad». El título se lanzó en Norteamérica el 6 de noviembre de 1997. Una animación de muerte en la que Crash es aplastado en una cabeza y pies aturdidos se modificó para la versión japonesa debido a su parecido con la cabeza y los zapatos cortados que dejó un asesino en serie suelto en Japón en ese momento.

## Recepción
Crash Bandicoot 2: Cortex Strikes Back recibió reseñas favorables de los críticos, y críticas positivas a elogios por parte del público en general. Major Mike de GamePro dijo que si bien la mecánica fundamental era la misma que la del primer título, «sus mejoras gráficas y movimientos adicionales lo catapultan a la cima del montón de acción/plataforma de PlayStation». Le dio un 4,5 sobre 5 tanto en control como en diversión, y un 5,0 perfecto tanto en gráficos como en sonido. John Broady de GameSpot consideró que era superior a su predecesor, comentando positivamente sobre el concepto del Warp Room, el sistema mejorado para guardar juegos y la variedad de niveles. De los cuatro revisores del equipo de revisión de Electronic Gaming Monthly, Smith y Kraig Kujawa, lo aclamaron como una secuela sobresaliente, citando sus gráficos avanzados y su gran desafío, mientras que Dan Hsu y Kelly Rickards dijeron que es una entrega excelente pero demasiado similar al original. El personal de IGN elogió el control «acertado» y notó la menor linealidad del videojuego y una mayor intuición de los niveles de bonificación en comparación con el primer juego. Mark Cooke de Game Revolution lo describió como «innegablemente divertido». Next Generation declaró que «Crash 2 es un placer tentador, que a veces frustra, pero siempre recompensa un trabajo bien hecho, y esa es una combinación adictiva para cualquier jugador de plataformas serio. Recomendado».
Los gráficos fueron recibidos positivamente. Major Mike consideró que los gráficos eran «un salto cuántico» con respecto a su predecesor y citó las animaciones detalladas y los efectos de nivel de Crash, como las superficies de hielo reflectantes, como aspectos destacados. Broady de GameSpot los describió como «en una liga propia entre los títulos de PlayStation», mientras que el personal de IGN elogió los gráficos de alta resolución como «hermosos». Shawn Smith de Electronic Gaming Monthly elogió el colorido, la falta de ruptura, la animación, los reflejos y los efectos de iluminación, así como la textura que se transforma cuando Crash se esconde. Mark Cooke de Game Revolution señaló la ausencia de escenas provocadas por la «renderización hermosa sobre la marcha» de su totalidad y que «realmente podría establecer nuevos estándares en la calidad gráfica de Playstation». Continuó describiendo la animación como «impecable» y de «calidad de dibujos animados» agregó que las «criaturas, los entornos y las escenas de construcción de historias del juego son absolutamente perfectos». El audio también fue bien recibido; Broady simplemente declaró que la música «no podría ser mejor», mientras que Cooke dijo que la actuación «divertidamente satírica» de Clancy Brown como Doctor Neo Cortex se sumó a la calidad caricaturesca. Major Mike también destacó su actuación para elogios y comentó que la música, que consideró «perfecta para cada escenario», «suena como un cruce entre la banda sonora de Pulp Fiction y The B-52's».
Las críticas menores variaron entre los críticos. Broady señaló que la configuración semi-3D es «a veces difícil de navegar» y explicó que «se encontrará saltando porque no puede juzgar las distancias correctamente». Además, criticó el aspecto de prueba y error de la entrega como «simplemente barato» y afirmó que «en algunas áreas debes sacrificar muchas vidas hasta que memorices el diseño de un nivel». Smith y Rickards dijeron que, si bien el control funciona bien con el pad analógico, es un poco flojo con el gamepad digital, que todavía era el estándar para la consola. Por el contrario, Major Mike sostuvo que la libreta digital «funciona igual de bien, si no mejor». El personal de IGN dijo que el diseño de fases «no es tan variado como podría ser» y agregó que los entornos de «jungla, nieve y agua» se reciclan del juego anterior y se reutilizan varias veces en Cortex Strikes Back. También describieronbde los jefes como «insultantemente fáciles». Major Mike comentó de manera similar: «Aunque [los jefes] se ven increíbles, tienen patrones fáciles de reconocer y no presentan ningún desafío». Cooke observó que, como su predecesor, no agregaba nada al género y resumió que «el primer Crash era abrumadoramente similar a los títulos de plataformas de 16 bits de antaño, solo que con mejores gráficos, y Crash 2 no se desvía mucho de esta fórmula». También describió la portada 3D lenticular «extraña» como «innecesaria y malvada» y «un dispositivo de agonía sin precedentes», afirmando haber contraído un dolor de cabeza masivo después de «mirarlo en [su] automóvil durante unos 15 segundos». Crash Bandicoot 2 ha sido nominado como «Juego de consola del año» y «Juego de acción de consola del año» en los primeros premios anuales Interactive Achievement Awards.
Crash Bandicoot 2 fue un éxito comercial. A fines de febrero de 1998, sus ventas alcanzaron 1 millón de unidades en los Estados Unidos, 800 000 unidades en Japón y 340 000 unidades en Europa. En febrero de 1999, se habían enviado 4,08 millones de copias de Crash Bandicoot a minoristas de todo el mundo; NPD Group informó una venta directa de 1,49 millones de copias solo en América del Norte. Para diciembre de 2007, había vendido 3,78 millones de unidades en los Estados Unidos y 1,3 millones en Japón. Esto lo convierte en uno de los videojuegos de PlayStation más vendidos de todos los tiempos. Su éxito resultó en su relanzamiento para la alineación Greatest Hits el 30 de agosto de 1998 y para Platinum Range en 1999. El juego reemplazó a Crash Bandicoot como el título no japonés más vendido en Japón, vendiendo más de 800 000 copias en abril de 1998. Cortex Strikes Back se lanzó inicialmente en PlayStation Network europea el 26 de julio de 2007, pero se retiró el 7 de agosto de 2007, junto con Spyro 2: En busca de los talismanes y MediEvil, como medida de precaución cuando los dos últimos títulos experimentaron problemas técnicos. Se lanzó en la PlayStation Network norteamericana el 10 de enero de 2008 y relanzado en europea el 2 de febrero de 2011.